# Siegfried Joksch
Siegfried Joksch (ur. 4 lipca 1917 w Süßenbrunn, zm. 29 kwietnia 2006 w Wiedniu) – austriacki piłkarz występujący na pozycji pomocnika, reprezentant Austrii w latach 1945–1950, olimpijczyk.

## Kariera klubowa
Karierę piłkarską Joksch rozpoczął w klubie Admira Wiedeń. W 1936 roku awansował do kadry pierwszego zespołu. W sezonie 1936/37 zadebiutował w pierwszej lidze austriackiej. W debiutanckim sezonie wraz z zespołem Admiry wywalczył tytuł mistrza Austrii.
Latem 1937 Joksch przeszedł do Austrii Wiedeń. Swój pierwszy sukces w barwach Austrii osiągnął w sezonie 1947/48, gdy zdobył Puchar Austrii. W sezonie 1948/49 zdobył z Austrią dublet – mistrzostwo oraz krajowy puchar. Z kolei w sezonie 1949/50 wywalczył swoje drugie mistrzostwo Austrii w karierze. W Austrii Wiedeń grał do 1953 roku. W latach 1953–1954 był zawodnikiem FC Zürich. W końcowych latach swojej kariery grał w dwóch amatorskich klubach SC Ortmann i FK Leopoldstadt.
| Sezon   | Klub           | Kraj    | Rozgrywki  | Mecze | Bramki |
| ------- | -------------- | ------- | ---------- | ----- | ------ |
| 1936/37 | Admira Wiedeń  | Austria | Bundesliga | ?     | ?      |
| 1937/38 | Austria Wiedeń | Austria | Bundesliga | ?     | ?      |
| 1938/39 | Austria Wiedeń | Austria | Bundesliga | ?     | ?      |
| 1939/40 | Austria Wiedeń | Austria | Bundesliga | ?     | ?      |
| 1940/41 | Austria Wiedeń | Austria | Bundesliga | ?     | ?      |
| 1941/42 | Austria Wiedeń | Austria | Bundesliga | ?     | ?      |
| 1942/43 | Austria Wiedeń | Austria | Bundesliga | ?     | ?      |
| 1943/44 | Austria Wiedeń | Austria | Bundesliga | ?     | ?      |
| 1944/45 | Austria Wiedeń | Austria | Bundesliga | ?     | ?      |
| 1945/46 | Austria Wiedeń | Austria | Bundesliga | 17    | 0      |
| 1946/47 | Austria Wiedeń | Austria | Bundesliga | 18    | 0      |
| 1947/48 | Austria Wiedeń | Austria | Bundesliga | 14    | 1      |
| 1948/49 | Austria Wiedeń | Austria | Bundesliga | 16    | 0      |
| 1949/50 | Austria Wiedeń | Austria | Bundesliga | 15    | 0      |
| 1950/51 | Austria Wiedeń | Austria | Bundesliga | 18    | 0      |
| 1951/52 | Austria Wiedeń | Austria | Bundesliga | 6     | 0      |

## Kariera reprezentacyjna
W reprezentacji Austrii Joksch zadebiutował 6 grudnia 1945 w wygranym 4:1 towarzyskim meczu z Francją, rozegranym w Wiedniu. W 1948 roku wystąpił z kadrą Austrii na Igrzyskach Olimpijskich w Londynie. Od 1945 do 1950 roku rozegrał w kadrze narodowej 22 mecze.

## Sukcesy
Admira Wiedeń
- mistrzostwo Austrii: 1935/36, 1936/37

Austria Wiedeń
- mistrzostwo Austrii: 1948/49, 1949/50
- Puchar Austrii: 1947/48, 1948/49